# Theofredus von Orange
Theofredus von Orange (französisch Saint Theoffroy oder Saint Chaffre; † 728 oder 732) war ein nach seinem Märtyrertod als heilig verehrter Abt des 8. Jahrhunderts in der heutigen Kleinstadt Le Monastier-sur-Gazeille im französischen Zentralmassiv; sein Gedenktag ist der 19. Oktober.

## Leben
Theofredus stammte aus einer Beamtenfamilie in der von den Römern gegründeten Stadt Arausio (heute Orange). Er trat jedoch in das später nach ihm benannte Kloster Carmeliacum ein, dessen Abt sein Onkel Eudo war. Nach dessen Tod wurde er sein Nachfolger. Er wirkte viel Gutes, doch erlitt er bei einem Angriff der Sarazenen den Märtyrertod.

## Verehrung
Nur wenige Kirchen im Süden Frankreichs tragen sein Patrozinium. Außerdem ist der Bergort Saint-Chaffrey in Savoyen nach ihm benannt.

## Sonstiges
Verwechslungen zwischen Theofredus von Orange (8. Jh.) und Theofredus von Troyes (7. Jh.) sind möglich.